# Bratislavia bilongata
Bratislavia bilongata is een ringworm uit de familie van de Naididae. De wetenschappelijke naam van de soort werd voor het eerst geldig gepubliceerd in 1944 door Chen als Naidium bilongata.